# Розенталь, Мориц
Мориц Розенталь (нем. Moriz Rosenthal; 18 декабря 1862, Львов — 3 сентября 1946, Нью-Йорк) — австрийский пианист галицийско-еврейского происхождения.

## Биография
Родился в семье преподавателя Леона Розенталя, родом из Каменца-Подольского, и Августы Каннер, происходившей из Тысменицы. Начал заниматься музыкой под руководством альтиста городского театра Венцеля Галата, с 1872 г. учился у Карла Микули, бывшего ассистента Фредерика Шопена, перенимая характерное шопеновское изящное легато. В 1875 г. продолжил обучение в Вене у Рафаэля Йошеффи, который устроил 13-летнему музыканту первый венский концерт и аккомпанировал ему на втором фортепиано. В 1876 г. отправился на первые гастроли в Румынию, имел большой успех при княжеском дворе и по желанию княгини Елизаветы был назначен придворным пианистом. Здесь, по преданию, игру Розенталя услышал российский император Александр II и пригласил выступить в Санкт-Петербурге.
В 1876—1878 гг. Розенталь брал уроки у Ференца Листа в Веймаре и Риме. После этого он на некоторое время оставил исполнительскую карьеру ради учёбы в Венском университете. В 1886 г. Розенталь вернулся к активной концертной деятельности. В 1889 г. состоялись его первые гастроли в США, открывшиеся совместным концертом в Нью-Йорке с 14-летним Фрицем Крейслером. В 1890 г. Розенталь опубликовал сборник упражнений «Школа высшего фортепианного мастерства» (нем. Schule des höheren Klavierspiels), составленный в соавторстве с Людвигом Шитте.
Продолжая гастролировать по миру вплоть до конца 1930-х гг., Розенталь оставался в блестящей форме. В январе 1937 года журнал «Тайм» отмечал:

В свои 74 Мориц Розенталь, кругловатый низкий мужчина с большими усами и кожей как у варёного рака, возвратился в США, где им восхищались всю его жизнь. Манхэттен восторженно встретил его в прошлом месяце, а на прошлой неделе в Чикаго он доказал, что по жизненной силе он по-прежнему один из самых молодых пианистов мира, а артистически — один из самых великих. <…> Когда Розенталь закончил сонату Бетховена, все сомнения развеялись — Розенталь почти не потерял в мощи, более чем восполняя утраченное выросшей тонкостью акцентов. <…> Он по-прежнему плавает, занимается джиу-джитсу, играет в шахматы и гордится дружбой с гроссмейстером Капабланкой.

После аншлюса Розенталь остался жить в Нью-Йорке, страдая в последние годы от болезни Паркинсона.
Был женат (с 1920 года) на своей ученице Хедвиг Лёви, фортепианном педагоге.